# Laz Alonso
Lazaro "Laz" Alonso, född 25 mars 1974 i Washington, D.C., är en amerikansk skådespelare med kubansk familjebakgrund. 
Alonso är mest känd för att spela Tsu'tey i James Camerons science fiction-film Avatar. Han är också känd för sin roll som Fenix "Rise" Calderon i filmen Fast and Furious. Alonso har haft roller i andra filmer som Jarhead, Den här julen och Miraklet vid St. Anna.